# Kim Sa-rang
Kim Sa Rang (sinh ngày 12 tháng 1 năm 1978) là một diễn viên Hàn Quốc. Cô đoạt được danh hiệu Hoa hậu Hàn Quốc năm 2000 ngay sau đó bắt đầu sự nghiệp diễn viên. Kim đoạt vương miện Hoa hậu Hàn Quốc ngày 28 tháng 5 năm 2000 tại Trung tâm Văn hóa Sejong, nơi đăng cai Hoa hậu Hoàn vũ 1980. Cô được đại diện xứ sở "Bình minh êm đềm" đi thi Hoa hậu Hoàn vũ 2001. Tại nơi thi, cô đã giành được giải Trang phục dân tộc đẹp nhất với bộ hàn phục tuyệt đẹp của mình.

## Phim
2017: Tiểu thư Sa rang vai Jang Sa Rang.
- 2017:  Cung Huệ vương hậu / Trinh Hiển vương hậu.
- 2015: My love Eundong.
- 2010: Secret Garden
- 2003: Love is Impossible (남남북녀)
- 2002: Man is Born (남자 태어나다)

## Kịch
- 2005: A Love To Kill (이 죽일 놈의 사랑, KBS)
- 2003: 설날 특집 드라마 [천년의 꿈]
- 2003: Thousand Year's Love (천년지애/千年之愛, SBS)
- 2002: Love (정/情, SBS)
- 2001: Mina (KBS)
- 2001: What in the World (어쩌면 좋아) (MBC)
- 2001: 생방송 음악캠프 (MBC)
- 2000: 천사의 분노 (SBS)

## Thống kê
- Cao: 173 cm
- Nặng: 50 kg